# Удапалата (підрозділ окружного секретаріату)
Підрозділ окружного секретаріату Удапалата — підрозділ окружного секретаріату округу Канді, Центральна провінція, Шрі-Ланка. Складається з 49 Грама Ніладхарі.